# Wehlbrook
Koordinaten: 53° 36′ 3,1″ N, 10° 10′ 23,3″ O

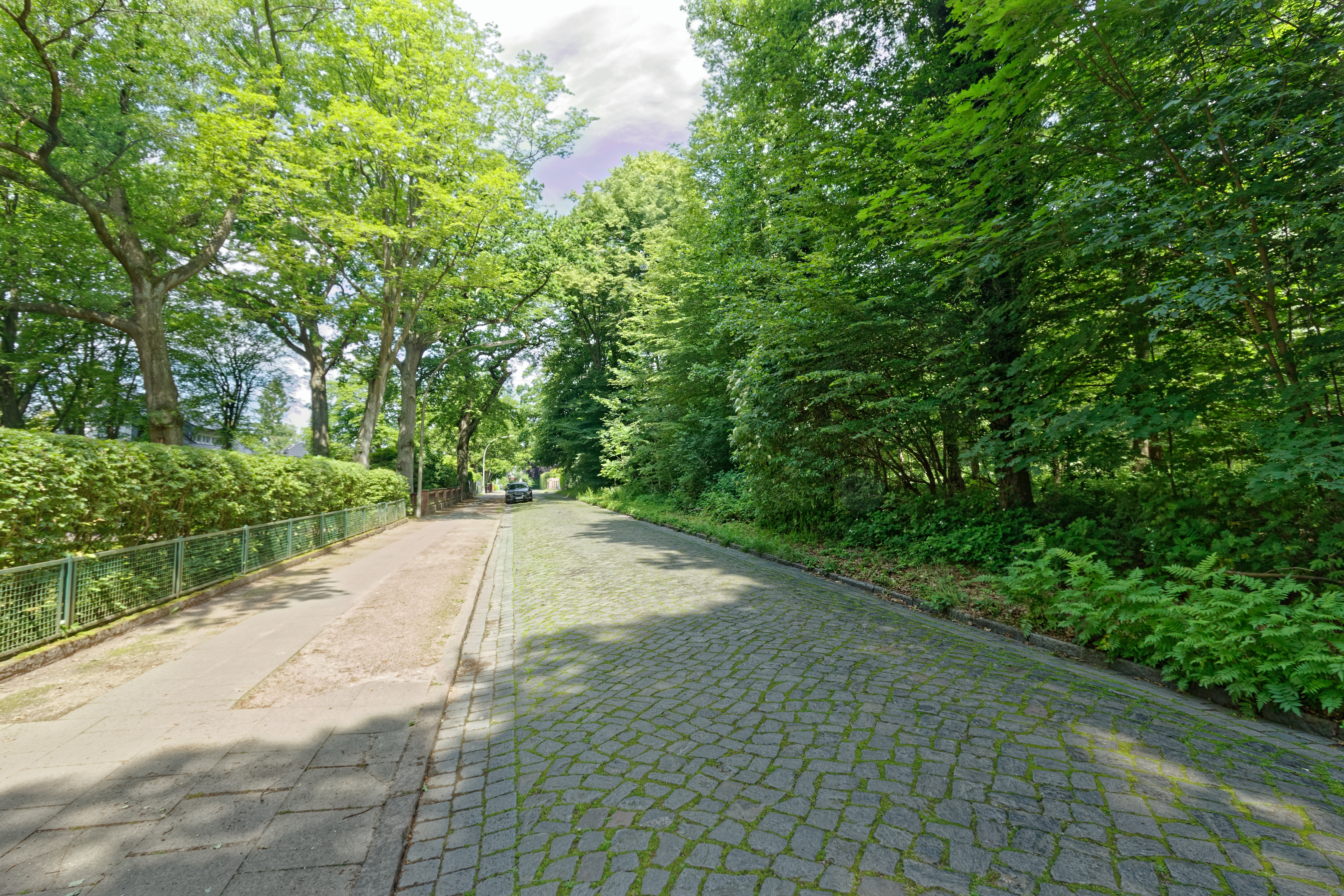
Südlicher Waldrand (rechts) an der Straße Wehlbrook

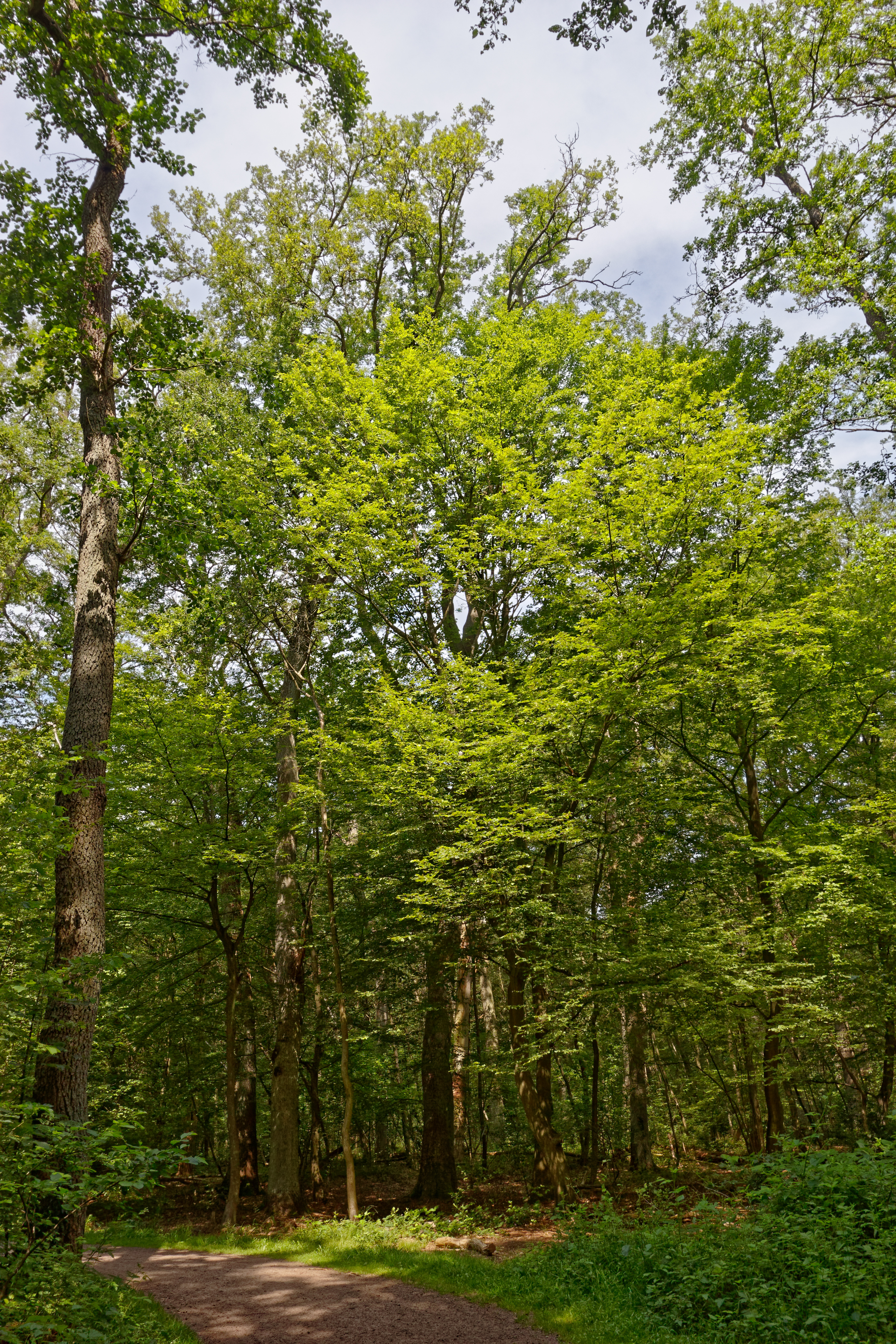
Typische Mischung aus Eichen und Hainbuchen

Der Wehlbrook, auch (Neu-)Rahlstedter Gehölz und lokal gelegentlich Vogelschutzgehölz genannt, ist ein Mischwaldgebiet im Osten des Hamburger Stadtteils Rahlstedt.

## Lage
Der Wald liegt zwischen dem alten Zentrum Neu-Rahlstedts, dem Rahlstedter Dorfplatz, im Norden und dem Tal der Stellau im Süden. Quer durch das Gebiet führt der Wiesenhofgraben, der die südlich des Rahlstedter Dorfplatzes gelegenen Wiesen zur Stellau entwässert. Heute bildet die Straße Wehlbrook seine Südgrenze, der Weg Klettenstieg die Ostgrenze und die Freifläche Wiesenhof die Nordgrenze. Im Osten bildet die Bebauung entlang von Am Waldesrand, Großlohering und Wiesenredder die Grenze, im Südosten läuft das Waldgebiet in eine Wiesen- und Bruchwaldzone im Stellautal aus. Die Fläche des eigentlichen Waldes beträgt ungefähr 17 ha, die umgebenden Wiesenflächen haben zusammen noch einmal eine Größe von ungefähr 15 ha.

## Geschichte
Der Name des Gebietes setzt sich aus „Wehl“ für eine teichartige Wasserfläche, meist hinter einem Deich, und „Brook“ für Bruchwald zusammen. Wahrscheinlich war der Wehlbrook ursprünglich ein von der früher bis hierhin mäandrierenden Stellau häufig überflutetes Waldgebiet.
Die grob halbmondförmige Form des Wehlbrook und der nördlich angrenzenden Wiesen wirkt wie eine Fortsetzung der rundlingsartigen Hofanordnung rund um den Rahlstedter Dorfplatz. Der Wehlbrook war nachweislich am Ende des 18. Jahrhunderts Gemeinbesitz des Dorfes Neu-Rahlstedt und wahrscheinlich seit Gründung des Dorfes Allmende, die als Waldweide genutzt wurde. Über die Jahrhunderte finden sich immer wieder Hinweise auf ein Waldgebiet an dieser Stelle. Erst mit nachlassender Nutzung als Waldweide entwickelte sich der heutige Wald mit seinen größeren Bäumen. Die ältesten noch vorhandenen Bäume stammen aus der Mitte des 19. Jahrhunderts. Man geht heute davon aus, dass sich an der Stelle des Wehlbrooks seit fast 800 Jahren ein Wald unterschiedlicher Ausprägung befunden hat.

## Flora und Fauna
Die prägenden Baumarten sind Eichen und Hainbuchen, daneben finden sich Erlen, Birken und Eschen, Nadelbäume nur vereinzelt. Die unteren Pflanzenschichten zeigen auch Vogelbeeren, Birken und eine Vielzahl verschiedener Strauchgewächse. Junge Eichen fehlen nahezu völlig, eine wahrscheinliche Ursache ist der Verbiss durch die im Wald lebenden Rehe. In der Krautschicht gibt es viele Pflanzen, die auf der Roten Liste stehen.
Der Wehlbrook mit den angrenzenden Wiesen- und Knicklandschaften bietet Lebensraum für viele unterschiedliche Arten von Vögeln. Gerade diese Vielfalt führte wohl in den 1930er-Jahren zur Bezeichnung als „Vogelschutzgehölz“ durch eine damalige Vorgängerorganisation des Bundes für Vogelschutz. Neben häufig anzutreffenden Vogelarten gibt es im Wehlbrook seltenere Arten wie Waldohreule, Mittelspecht, Kleinspecht, Waldlaubsänger und Trauerschnäpper.
In einer Studie von 2001 wurden im Wehlbrook fünf unterschiedliche Arten von Fledermäusen nachgewiesen.

## Schutzstatus
Der Wehlbrook ist seit 1950 Teil des „Landschaftsschutzgebietes Duvenstedt, Bergstedt, Lemsahl-Mellingstedt, Volksdorf und Rahlstedt“, im östlichen Teil gibt es eine kleine Fläche, die aus der forstlichen Nutzung herausgelöst wurde. Seit den späten 1990er-Jahren gab es verschiedene, bisher erfolglose, Initiativen, den Wehlbrook zum Naturschutzgebiet zu erklären.